# الإجهاض في اليابان

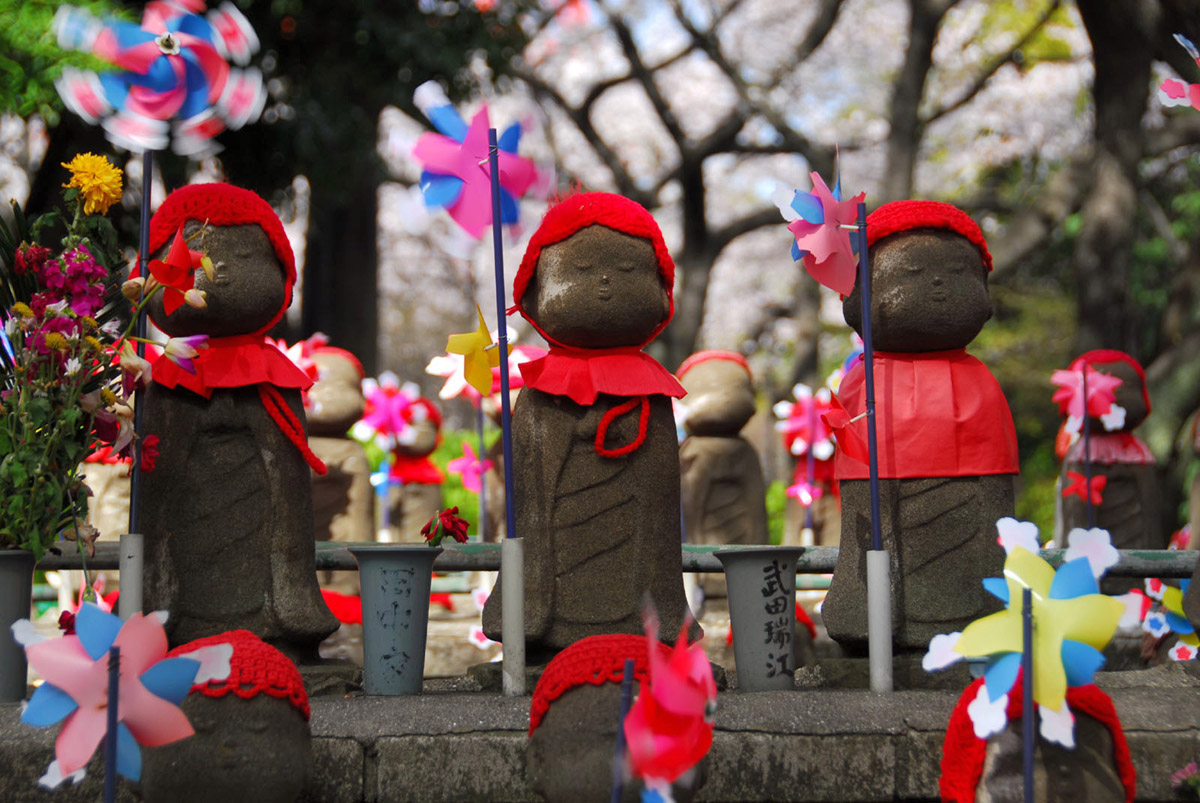

يُسمح بـ الإجهاض في اليابان للنساء تحت ظروف محدودة، بما في ذلك احتمالية تعرضهن لخطر مواجهة المصاعب الصحية أو الاقتصادية. يحظر الفصل التاسع والعشرون من قانون العقوبات الياباني الإجهاض بحكم القانون، مع الإبقاء على شريحة كبيرة من الاستثناءات الكفيلة بجعل الإجهاض مقبولًا ومعمولًا به على نطاق واسع. وفي المقابل، يسمح قانون حماية صحة الأم للأطباء المُعتمدين بإجراء عمليات الإجهاض بعد الحصول على موافقة الأم وزوجها، ويُشترط أن يكون الحمل ناتجًا عن اغتصاب أو سببًا في تعرض صحة الأم للخطر البدني أو الاقتصادي. يعاقب القانون أي شخص يحاول إجراء عملية إجهاض دون موافقة المرأة الحامل، بما في ذلك الأطباء.
يُمنع استخدام أي نوع من الأدوية المجهضة في اليابان، لكن يستطيع الأطباء المعتمدون اختيار دواء مجهض مستورد مع اتباع الشروط المذكورة أعلاه. يعاقب القانون أي شخص يحاول إجهاض جنين باستخدام الأدوية المجهضة.
وافقت وزارة الصحة والعمل والرعاية الاجتماعية في اليابان على السماح باستخدام حبوب منع الحمل الطارئة بدءًا من عام 2011.

## الإحصائيات
أظهرت الإحصائيات المتعلقة بالإجهاض ارتفاعًا في معدل الإجهاض (يُحسب عدد حالات الإجهاض المستحث بالنسبة إلى كل 1,000 امرأة سنويًا) لدى النساء اللاتي لم يتجاوزن الـ 20 عامًا بين عامي 1975 و1995.  بقيت نسبة الإجهاض (يُحسب عدد الحالات بالنسبة إلى كل 1,000 مولود حي) في ذروتها بين النساء اللاتي تتراوح أعمارهن بين 40 و44 عامًا. لوحظت زيادة في نسبة الإجهاض لدى مجموعتي النساء الأصغر سنًا (مجموعة النساء اللاتي لم يتجاوزن الـ 20 عامًا، ومجموعة النساء اللاتي تتراوح أعمارهن بين 20 و24 عامًا)، وخصوصًا النساء اللاتي وُلدن بعد عام 1955. ارتفعت نسبة حالات الإجهاض لدى النساء اللاتي لم يتجاوزن الـ 25 عامًا، إذ وصلت النسبة إلى 18% بين عامي 1976 و1980 وارتفعت إلى 30% بين عامي 1991 و1995. لوحظت زيادة طفيفة أيضًا في نسبة حالات الإجهاض بين النساء اللاتي تتراوح أعمارهن بين 40 و44 عامًا.
وفي المجمل، وصل إجمالي عدد حالات الإجهاض المُبلغ عنها في عام 1995 إلى 343,024 حالة، الأمر الذي يعني حدوث انخفاض في عدد هذه الحالات بنسبة 49% مقارنةً بعدد الحالات في عام 1975. تغير معدل الإجهاض الإجمالي من 22 حالة لكل 1,000 امرأة في عام 1975 إلى 11 حالة لكل 1,000 امرأة في عام 1995، بينما تغيرت نسبة الإجهاض الإجمالية من 325 حالة إجهاض لكل 1,000 مولود حي في عام 1975 إلى 289 حالة إجهاض لكل 1,000 مولود حي في عام 1995. يعود السبب المعلن في إجراء أكثر من 99% من عمليات الإجهاض هذه إلى حماية صحة المرأة، وبقيت هذه النسبة على حالها بين عامي 1975 و1995.
لا تتسم الإحصاءات اليابانية الحكومية الرسمية حول الإجهاض بالدقة، إذ يبلّغ الأطباء عن عدد حالات إجهاض أقل من العدد الفعلي بغية تجنب مدفوعات ضريبة الدخل (كولمان 1991)، فضلًا عن الضغوط الاجتماعية التي تسعى إلى حماية خصوصية المرأة وخصوصًا الشابات اللاتي ما يزلن طالبات في المدارس الإعدادية والثانوية.